# (8181) Rossini
(8181) Rossini ist ein im mittleren Hauptgürtel gelegener Asteroid, der am 28. September 1992 von der ehemaligen sowjetischen Astronomin Ljudmyla Schurawlowa am Krim-Observatorium (IAU-Code 095) in Nautschnyj etwa 30 km von Simferopol entfernt in der Ukraine entdeckt wurde
Der Himmelskörper wurde nach dem italienischen Komponisten Gioachino Rossini (1792–1868) benannt, der als einer der bedeutendsten italienischen Opernkomponisten gilt und dessen Opern Il barbiere di Siviglia, L’italiana in Algeri und La Cenerentola weltweit zum Standardrepertoire der Opernhäuser gehören.